# Tamarin (Mauritius)
Tamarin è una cittadina della costa occidentale di Mauritius. È il capoluogo del Distretto di Black River. Secondo il censimento del 2000, ha 3 256 abitanti.
Recentemente gli uffici amministrativi distrettuali sono stati trasferiti a Bambous, un abitato vicino. 
Sorto come villaggio di pescatori, Tamarin si è trasformata in un luogo di villeggiatura, famoso per il surf.